# Донец-Захаржевский, Дмитрий Андреевич
Дмитрий Андреевич Донец-Захаржевский (1784 — 18 декабря 1871) — действительный статский советник, Екатеринославский губернатор, энтомолог.

## Биография
Дмитрий Андреевич Донец-Захаржевский представитель дворянского рода донцев-Захаржевских, его родителями были надворный советник Андрей Михайлович Донец-Захаржевский (1761—1795) и Екатерина Дмитриевна Норова, в их семье также росли его брат и сестры Григорий, Елизавета, Анастасия и Надежда.
В 1804 году он поступил на государственную службу и сделал успешную карьеру, получил гражданский чин действительного статского советника, занимал должность губернатор а Екатеринославской губернии (1828—1831). Он был избран почетным гражданином города Змиёв. Владел фамильным имением-слободой Константовка, ассигновал немалые суммы на ремонт и отделку Слободской церкви Рождества Пресвятой Богородицы.
Вместе с работой на государственной службе он был увлечен энтомологией, был членом Академии наук и собирателем коллекции насекомых, ставшей началом энтомологического отделения Харьковского музея природы. Много лет он собирал естественные коллекции, не жалел средств на приобретение ценных экспонатов. Его поместье в Константиновке украшали роскошный парк и оранжерея, где были собраны тропические растения, в том числе и редкие виды, но больше всего привлекали его местные и экзотические твердокрылые (жуки). Он собирал их лично на Харьковщине, в Крыму и на Кавказе, покупал у известных российских и западноевропейских энтомологов и коллекционеров.
После смерти Дмитрия Андреевича его наследники, выполняя волю завещателя, передали Харьковскому университету коллекции, масштаб которых стали способствовало тому, что к 100-летию со дня основания зоологический кабинет Харьковского университета превратился в Зоологический музей (ныне Государственный Музей природы Харьковского национального университета имени В. Н. Каразина). Коллекций Дмитрия Андреевича включала местных и экзотических жесткокрылых, состоявшая из 19 217 видов, 2130 родов (каталог её составил пять рукописных томов) в 10 энтомологических шкафах; коллекция раковин моллюсков, состоявшая из 3218 экземпляров в 11 витринах красного дерева; коллекция окаменелостей, поступившая в минералогический кабинет.
18 декабря 1871 года его убил племянник Похвеснев, сын сестры Надежды. Похоронен в в Рождество-Богородичной церкви села Константиновка Змиевского уезда

## Семья
Дмитрий Андреевич был женат на графине Елене Александровне, в девичестве Самойловой. Детей у них не было, поэтому он стал последним представителем рода.